# Акатово (городской округ Клин)
Акатово — деревня в Клинском районе Московской области, в составе Нудольского сельского поселения. Население — 32 чел. (2010). До 2006 года Акатово входило в состав Нудольского сельского округа. В Акатово находятся: действующий ставропигиальный женский Троицкий Александро-Невский монастырь, основанный в 1899 году и детский пионерлагерь «Родник», ныне — реабилитационный центр с прежним названием.
Деревня расположена на юго-западе района, примерно в 23 км к юго-западу от райцентра Клин, на правом берегу реки Нудоль, высота центра над уровнем моря 197 м. Ближайшие населённые пункты — Тиликтино на юго-востоке и Кореньки на северо-востоке.

## Население
| 2002 | 2006 | 2010 |
| ---- | ---- | ---- |
| 44   | ↘37  | ↘32  |